# Челкова Легота
Челкова Легота (словац. Čelkova Lehota) — село, громада округу Поважська Бистриця, Тренчинський край. Кадастрова площа громади — 3.71 км².
Населення 151 особа (станом на 31 грудня 2021 року).

## Історія
Челкова Легота згадується 1471 року.

## Населення
| Рік:            | 1994. | 2004.   | 2014.   | 2024.    |
| --------------- | ----- | ------- | ------- | -------- |
| Кількість осіб: | 139   | 146     | 141     | 160      |
| Різниця:        |       | +5,03 % | -3,42 % | +13,47 % |

| Рік:            | 2023. | 2024.   |
| --------------- | ----- | ------- |
| Кількість осіб: | 157   | 160     |
| Різниця:        |       | +1,91 % |